# Турхан паша
Турхан паша Пърмети (19 декември 1846 – 18 февруари 1927) е османо-албански политик, който служи като 2-ри министър-председател на Албания. Той също е бил на служба в Османската държава и е носил титлата паша на Османската империя. Съвременниците на Пърмети твърдят, че тъй като не е бил свързан с албанската национална кауза, той не се ангажира достатъчно с нуждите на албанците. Премиерството му е прекъсвано на два пъти от вълнения и трусове на албанска територия.
Сред османските постове, които той заема, са валия на Крит през 1895 и 1896 г. и посланик в Санкт Петербург. Турхан паша говори свободно гръцки и е смятан за способен, макар и доста нерешителен администратор. Неговото управление на Крит завършва с въстанието на 24 май 1896 г., което в крайна сметка води до загубата на острова от Османската империя. Турхан паша представлява Османската империя като неин делегат на Втората мирна конференция в Хага през 1907 г. 
На 17 март 1914 г. той е назначен за министър-председател на Албания и министър на външните работи от принц фон Вид в така нареченото Окончателно правителство. Турхан Пърмети става вторият министър-председател на държавата след Исмаил Кемали. Остава външен министър до 28 май 1914 г., след което е заменен от Пренк Биб Дода, който е наследен от Мехмед Коника през юли. Турхан Пърмети е свален от власт от Есад паша през 1914 г.
Второто правителството на Пърмети работи в Дуръс от 28 декември 1918 г до 28 януари 1920 г. в следния състав:
- Турхан Пърмети - държавен глава и министър-председател на Албания [3]
- Пренк Биб Дода - заместник министър-председател [3]
- Муфид Либохова - вицепремиер [4] и министър без портфейл [5]
- Монсеньор Луидж Бумчи – министър без портфейл [5]
- Мустафа Мерлика-Круя - министър на пощите и телеграфите [6]
- Михал Туртули - министър без портфейл [5]
- Мехмед Коника - министър на външните работи [3]
- Сами Вриони – министър на земеделието [5]
- Мидхат Фрашъри - министър без портфейл [5]
- Луидж Гуракуки - министър на образованието [7]
- Леф Носи - министър на националната икономика (кратко) [8]
- Мехди Фрашъри - министър на вътрешните работи [3]
- Фейзи Ализоти - министър на финансите
- Петро Пога - министър на правосъдието [5]

Турхан Пърмети е свален отново от власт на Конгреса в Лушня през 1920 г. 
Умира в Париж на 9 февруари 1927 г.